# Fahrenheit 11/9

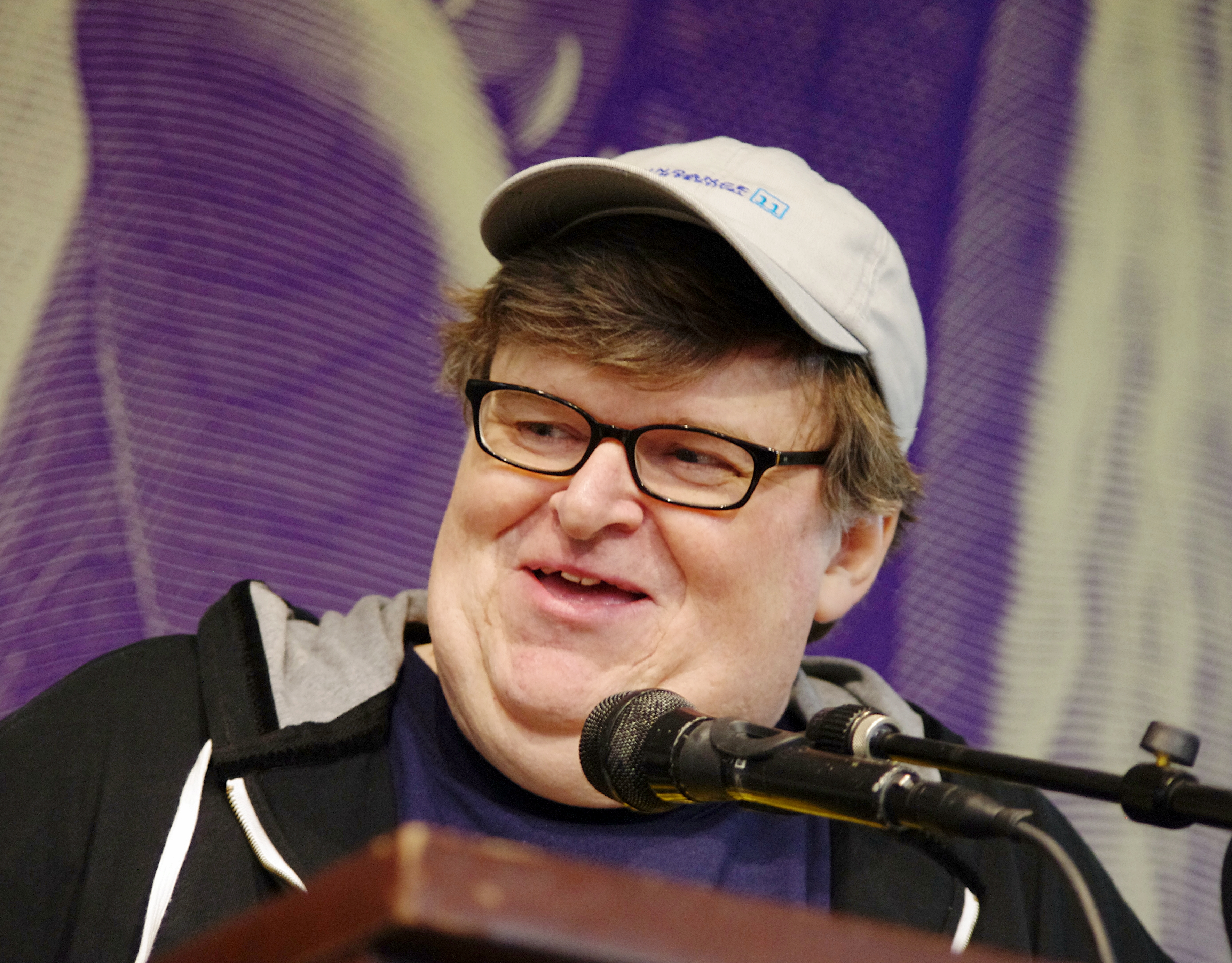
Michael Moore, director.

Fahrenheit 11/9 es un documental de 2018 del cineasta Michael Moore sobre las Elecciones presidenciales de Estados Unidos de 2016 y la presidencia subsiguiente de Donald Trump. El preestreno mundial tuvo lugar el 6 de septiembre de 2018 en el Toronto International Film Festival, siendo estrenado en Estados Unidos el 21 de septiembre por Briarcliff Entertainment. En España, el documental se estrenó en cines el 9 de noviembre. 
Ha recaudado más de seis millones de dólares y recibido críticas positivas en su mayoría. En la página web de críticas Rotten Tomatoes se lee lo siguiente: "se dirige a un público concreto, pero para cualquiera que haya disfrutado con la filmografía de Moore es otro digno capítulo".

## Sinopsis
El distribuidor describe el documental como "una mirada provocativa y cómica a los tiempos que corren". El documental también plantea dos cuestiones: cómo llegó Trump a la presidencia de los Estados Unidos y cómo conseguir salir de la era de su administración.
La distribuidora describe el documental como "una mirada provocativa y cómica a los tiempos en los que vivimos", refiriéndose a las elecciones presidenciales de Estados Unidos de 2016. El documental sigue la inesperada pérdida de Hillary Clinton y la presidencia de Donald Trump, y también explora dos preguntas: cómo Estados Unidos progresó hasta la presidencia de Trump y cómo "salir" de la era de la administración Trump.
El documental comienza afirmando que la campaña presidencial de Trump comenzó como un engaño simplemente para obtener más cobertura mediática que Gwen Stefani, a quien se le pagaba más que a Trump por aparecer en The Voice que en The Apprentice, pero sus comentarios racistas hacia los mexicanos y los chinos y su menosprecio de las políticas políticas actuales de Estados Unidos en la televisión nacional llevaron a NBC a cortar sus lazos con él. A pesar de esto, había ganado un gran número de seguidores, lo que lo impulsó a seguir adelante con su campaña presidencial, después de lo cual NBC comenzó a cubrirlo nuevamente. Moore también se enfoca en varios otros temas:
- Las conexiones mediáticas de Trump que lo ayudaron en su campaña, la mayoría de los cuales eran hombres que, como Trump, tenían un historial de ser acusados de conducta sexual inapropiada contra las mujeres, ya sea antes o después de las elecciones presidenciales de 2016.

- Lo más destacado de los propios comentarios de Trump sobre las mujeres, en particular sobre su propia hija, Ivanka, de quien declaró en televisión más de una vez que saldría con ella si no fuera su hija. El historial de la Organización Trump de enfrentar más de 4,000 acciones estatales y federales, particularmente de inquilinos afroamericanos que fueron desalojados ilegalmente de sus apartamentos.

- El apoyo de Trump a la ejecución de los seis presuntos perpetradores de la violación en 1989 de una corredora de Central Park, incluso después de que se demostrara su inocencia y se anularan sus condenas en 2002.

- La promoción de teorías conspirativas sobre la ciudadanía de Barack Obama por parte de Trump, incluyendo que se refiriera abiertamente al entonces presidente Barack Obama como un "idiota de pueblo de Kenia".

Además de la Administración Trump, el documental profundiza en algunos eventos que Moore cree que están conectados o inspirados por Trump, como la crisis del agua de Flint en 2014, que fue orquestada por una persona designada por el entonces gobernador republicano de Michigan, Rick Snyder, quien cambió la fuente del lago Hurón al río Flint, lo que provocó niveles tóxicos de plomo en el agua. Moore también se centra en el tiroteo de 2018 en la escuela secundaria Stoneman Douglas en Parkland, Florida, que dio lugar a la protesta March for Our Lives en todo Estados Unidos pidiendo medidas de control de armas, y también critica a los políticos que reciben donaciones de campaña de la Asociación Nacional del Rifle. Otro de los objetivos de Moore es Barack Obama, cuya visita a Flint en 2016, dice Moore, no estuvo a la altura de las expectativas de la gente de Flint, que esperaba recibir ayuda federal después de la visita.
Moore compara el ascenso de Trump al poder con el de Adolf Hitler y el Partido Nazi, compara el incendio del Reichstag con los ataques del 11 de septiembre, compara los discursos de Hitler culpando a diferentes etnias, religiones y orientaciones sexuales de los problemas de Alemania con algunos de los comentarios de Trump, y muestra casos recientes de violencia racial no provocada que, según él, fueron inspirados por Trump.
En la conclusión de la película, Moore sostiene que la Constitución de los Estados Unidos ya no protege a los estadounidenses normales de los ricos y poderosos de la sociedad estadounidense, y que el sueño americano no es ahora más que un mero sueño. Moore cita sus documentales anteriores Roger and Me (que Trump declaró irónicamente en una entrevista con Roseanne Barr que le gustó), Bowling for Columbine y Capitalismo: Una historia de amor. Moore dice que después de presidentes anteriores de Estados Unidos como Ronald Reagan, Bill Clinton, George W. Bush y Barack Obama, el país necesitaba ver a un presidente como Trump para despertar a la realidad de lo que él cree que Estados Unidos de América realmente se ha convertido: un país que no vale la pena salvar. pero empezando de nuevo.
El documental cuenta con cameos de políticos activistas de izquierda como Alexandria Ocasio-Cortez y Rashida Tlaib.

## Título
El título de la película se basa en el sistema de fechas de los Estados Unidos para referirse al 9 de noviembre, cuando se anunció la victoria presidencial de Trump en 2016 (las elecciones se celebraron la víspera). Asimismo, el título sirve como callback al documental Fahrenheit 9/11 de 2004, el cual hace referencia a la fecha de los atentados del 11 de septiembre de 2001 en Estados Unidos. Ambos títulos de los documentales de Moore son una alusión a la novela distópica Fahrenheit 451 de Ray Bradbury, publicada en 1953.

## Estreno
Fahrenheit 11/9 tuvo su premiere mundial el 6 de septiembre de 2018 en el 2018 Toronto International Film Festival. Moore también proyectó Fahrenheit 11/9 en su ciudad natal, Flint, Míchigan el 10 de septiembre.
Briarcliff Entertainment inicialmente consideró lanzar el documental en julio de 2018. Utilizó un programa de optimización de la fecha de estreno en cines y se decidió el 21 de septiembre; Deadline Hollywood informó: "Podría decirse que será una de las únicas opciones frescas y amplias que existen para adultos sofisticados, y se lanzará seis semanas antes de las elecciones de mitad de período [de EE. UU.] del 6 de noviembre".
Briarcliff estrenó el documental en 1.719 cines de Estados Unidos y Canadá el 21 de septiembre de 2018 (el más amplio de la historia para una película de Moore), tras el "People's Premiere" a nivel nacional el 19 de septiembre de 2018, por parte de GATHR's Theatrical On Demand®. Fue lanzado junto con Life Itself, The House With a Clock in Its Walls y Assassination Nation. Según las primeras pistas, inicialmente se esperaba que Fahrenheit 11/9 recaudara entre 4 y 10 millones de dólares en su primer fin de semana en los Estados Unidos y Canadá. Variety dijo que la recaudación del fin de semana de estreno "no se acercará a superar" a Fahrenheit 9/11, que recaudó 23,9 millones de dólares en 868 cines de Estados Unidos y Canadá.
Las audiencias encuestadas por CinemaScore le dieron a la película una calificación promedio de "A" en una escala de A+ a F, mientras que PostTrak informó que los espectadores le dieron una puntuación positiva general del 82%, incluido un promedio de 4.5 de 5 estrellas. Después de ganar solo 1,1 millones de dólares en su primer día, las proyecciones del fin de semana se redujeron a 3 millones de dólares. La película se estrenó con solo $ 3.1 millones, terminando en octavo lugar con un promedio por cine de $ 1,804. Deadline Hollywood señaló que la película debería haber comenzado una carrera limitada en ciudades más grandes (como Nueva York, Los Ángeles, San Francisco, San Diego y Chicago, donde terminó funcionando mejor) y haber generado un boca a boca positivo, en lugar de llegar a más de 1,000 cines en su fin de semana de estreno.
Cayó un 63% en su segundo fin de semana a 1,1 millones de dólares, terminando en el puesto 12. Al final de su carrera en cines, la película recaudó $ 6.4 millones en Estados Unidos, uno de los totales más bajos de la carrera de Moore y el peor de cualquiera de sus películas que recibió un amplio lanzamiento. Fahrenheit 11/9 fue lanzado en DVD y Blu-ray el 18 de diciembre de 2018.
En España el filme fue estrenado el 9 de noviembre, haciendo honor al título de la película y al segundo aniversario de la llegada de Trump a la presidencia. La preestrena del documental fue en diversas universidades. Una de ellas fue la Universidad Pompeu Fabra de Barcelona. Su proyección fue el 5 de noviembre de 2018 en el Campus de Poblenou, con el posterior coloquio de John Palmer, profesor del departamento de Ciencias Políticas i Sociales de la UPF, y Eva Pujadas, profesora del departamento de Comunicación de la UPF.

## Producción
El director Michael Moore se asoció el mayo de 2017 con los productores Harvey Weinstein y Bob Weinstein para producir y distribuir Fahrenheit 11/9. Los Weinstein iban a financiar dos millones de dólares de los seis millones del contrato. Los Weinstein no proporcionaron la financiación y las alegaciones de abuso sexual de Harvey Weinstein salieron a la luz el siguiente octubre. Como resultado, Moore despidió su equipo y paró el desarrollo del documental. Antes de retomar Fahrenheit 11/9, Moore se centró en su show en Broadway, The Terms Of My Surrender, que duró doce semanas.
La producción del documental fue eventualmente reanudada con financiación privada de entre cuatro y cinco millones de dólares. Como parte de la grabación, Moore hizo una visita clandestina al resorte en Florida del presidente Trump Mar-a-Lago de Florida, propiedad de Donald Trump, y se estuvo relacionando en el resort durante quince minutos hasta que fue acompañado hacia fuera por parte de seguridad.

## Sobre el director
Michael Francis Moore (Flint, Míchigan, 23 de abril de 1954) es un cineasta, documentalista y escritor estadounidense conocido por sus posiciones y declaraciones polémicas y directas sobre temas como la globalización, la política de los Estados Unidos o la violencia armada, entre otros. Alcanzó la fama con su película Roger & Me en 1989, un documental sobre lo ocurrido en su pueblo natal después del cierre de la empresa General Motors. Otra de sus grandes obras fue el también documental Fahrenheit 9/11, predecesor del actual Fahrenheit 11/9, cuyo título hace referencia a la fecha de los incidentes del 11 de septiembre de 2001 en Nueva York. Este fue publicado en 2004 y habla de los vínculos económicos de la familia del presidente Bush, la familia real saudí y la familia Bin Laden, relacionándolo con la ausencia del sentido crítico del ciudadano estadounidense promedio.
Dos de sus documentales han sido nominados para los Premios Óscar, siendo uno de ellos galardonado como Mejor Documental Largo (Bowling for Columbine). En general, él y sus obras han ganado cuarenta y siete premios y también han sido nominadas en treinta y una ocasiones.

## Recepción

### Críticas
Cuando Fahrenheit 11/9 se estrenó en el Festival Internacional de Cine de Toronto, The Hollywood Reporter dijo que la respuesta de la crítica fue "positiva en general". The Associated Press informó: "Los críticos de cine en Toronto la aclamaron en gran medida como la película más vital de Moore en años... aunque otros se preguntaban si su retórica hitleriana no era demasiado extrema. La reacción más conservadora desde fuera del mundo del cine de tendencia izquierdista fue, como era de esperar, menos entusiasta". El sitio web agregador de reseñas Rotten Tomatoes informa un índice de aprobación del 82% basado en 186 reseñas, con una calificación promedio de 7.1/10. El consenso crítico del sitio dice: "Fahrenheit 11/9 encuentra a Michael Moore en buena forma de lucha, entregando un llamado político a la acción que se encuentra entre sus obras más efectivas". En Metacritic, que asigna una calificación promedio ponderada a las reseñas, la película tiene una puntuación promedio ponderada de 69 sobre 100, basada en 46 críticos, lo que indica "críticas generalmente favorables".
Brian Tallerico de RogerEbert.com le dio a la película tres de cuatro estrellas, diciendo que "Fahrenheit 11/9 es, en última instancia, la mejor película de Moore en años porque su mensaje es realmente simple y no partidista: enojarse por algo y hacer algo al respecto" y agregó: "Con un nuevo tema que se debate todos los días, ¿es de extrañar que Fahrenheit 11/9 tenga un enfoque de todo y el fregadero de la cocina? Después de todo, Moore argumenta, de manera bastante convincente, que lo que importa es que nos importa algo". Tim Robey de The Telegraph le dio a la película dos de cinco estrellas, diciendo que "Mucho en el análisis de Moore es muy difícil de estar en desacuerdo, pero esto no lo hace automáticamente valioso. Las puntas afiladas se extravían, perdidas en la diatriba descuidada".
Owen Gleiberman, crítico de Variety, dijo que Moore exploró más temas que criticar a Trump, escribiendo: "[Moore] señala que Donald Trump siempre ha cometido corrupciones y atropellos a plena vista. No es que no los veamos; es que tiene un don para hacer que la gente no se preocupe por ellos" y que "Fahrenheit 11/9 sería mejor si no idealizara la nueva ola de acción progresista (en la que, por cierto, creo) como si fuera la segunda venida. Sin embargo, la película, a su manera, convoca algo ominoso y poderoso. No es una diatriba, es una advertencia. Dice, muy sabiamente: actúe ahora, o puede que ya no tenga la oportunidad de hacerlo". Deborah Young, de The Hollywood Reporter, descubrió que el documental tenía "un objetivo bastante desenfocado" con ir más allá de Trump y dijo: "Los múltiples objetivos y los múltiples hilos que entran y salen de Fahrenheit 11/9 hacen que se sienta nervioso a veces y menos enfocado que los documentales de Moore...Sin embargo, hay mucho que pensar en la película, filmada con la pasión, el estilo, el sentido del humor perverso y la voluntad de ir más allá del director". En The Intercept, Glenn Greenwald escribió: "Lo que está tratando de hacer es de una importancia sin precedentes: no tomar la ruta barata de denunciar exclusivamente a Trump, sino tomar la ruta más complicada, desafiante y productiva de entender quién y qué creó el clima en el que Trump podría prosperar.
En The Wall Street Journal, John Anderson escribió: "Casi toda la película está tomada de otras fuentes, y luego editada de una manera que hace que sus enemigos (¿saben que son sus enemigos?) Parece lo más tonto posible.... Moore no puede evitarlo, usa imágenes de Adolf Hitler sincronizando los labios con un discurso de Trump. Mucho se ha hablado de la cuestionable madurez de Trump. Tiene un espíritu afín en Michael Moore".
La película ha tenido, mayoritariamente, un feedback positivo. Hay quienes opinan que se trata de la mejor obra de Moore hasta la fecha: “‘Fahrenheit 11/9’ es la mejor película de Moore en años.”, Rogerbert.com o “La mejor película de Moore desde Fahrenheit 9/11 y tan pertinente y trascendente como la misma.”, Deadline. También ha sido alabada por su contenido rompedor y educacional: “El documental se convierte en una poderosa advertencia sobre el fascismo.", Variety, o “Mucho más que un documental sobre Donald Trump… una llamada a la acción.”, The Wrap, y, “Pocos pueden igualar el don de Moore para agitar conciencias.”, The Guardian.
En España, después de su estreno el filme desató también una serie de críticas. El crítico de cine Carlos Boyero, de El País, habla así de su director: "Admirando la capacidad y la mala leche de este corrosivo director para meter en el dedo en el ojo de los que siempre ganan, de situaciones intolerables, de corporaciones tan depredadoras como impunes, también me molesta notablemente su vocación manipuladora, su genética o vocacional tendencia a la demagogia, su desconocimiento de la sutileza y la complejidad, su simpatía hacia el panfleto, su lado facilón, su pretensión de adoctrinar." La revista Fotogramas, por otra parte, publicó esto el día de la estrena: "Además de los previsibles ataques a Trump, Moore disecciona con elocuencia la desafección de su nación con la clase política y, sobre todo, el modo en que la ‘izquierda’ se ha vendido al capital. Dardos que enriquecen una película que sabe compensar su aura apocalíptica con la esperanza en una juventud sedienta de cambios."